# Side by Side (Dokumentarfilm)
Side by Side ist ein Dokumentarfilm von Christopher Kenneally mit vielen bekannten Filmschaffenden über die digitale Entwicklung im Filmgeschäft. Er wurde produziert von Keanu Reeves und  Justin Szlasa. Premiere hatte die Dokumentation bei den 62. Internationalen Filmfestspielen 2012 in Berlin.

## Zusammenfassung
Die Dokumentation beschäftigt sich mit der Frage, welche Veränderungen sich beim Filmemachen durch die digitale Technik ergeben. Er zeigt, was Künstler und Filmemacher sowohl mit Hilfe von fotografischem Film als auch mit digitaler Filmtechnik erreichen können und in welche neuen Richtungen Bedürfnisse und Innovationen die Filmgestaltung verändert haben sowie verändern können. Keanu Reeves befragt Regisseure, Kameraleute, Coloristen, Wissenschaftler, Ingenieure und Künstler zu ihren Erfahrungen bei der Arbeit mit fotografischem Film und Digitalfilm.

## Mitwirkende (Auswahl)
- Keanu Reeves, Schauspieler
- George Lucas, Regisseur, Produzent
- James Cameron, Regisseur
- David Fincher, Regisseur
- David Lynch, Regisseur
- Robert Rodriguez, Regisseur
- Martin Scorsese, Regisseur
- Steven Soderbergh, Regisseur
- Lana und Lilly Wachowski, Regisseure
- Christopher Nolan, Regisseur
- Joel Schumacher, Regisseur
- Lena Dunham, Regisseurin, Schauspielerin
- Greta Gerwig, Schauspielerin
- Dennis Muren, Specialeffects-Veteran
- Michael Ballhaus, Kameramann
- Dion Beebe, American Society of Cinematographers
- Jost Vacano, American Society of Cinematographers

## Deutsche Fassung
Im deutschsprachigen Raum existiert bisher nur eine gekürzte Fassung dieser Dokumentation unter dem Titel „Kino reloaded“, welche Ende 2012 beim Sender Servus TV ihre Fernsehpremiere hatte.